# Болгария на зимних Олимпийских играх 1994
Болгария принимала участие в Зимних Олимпийских играх 1994 года в Лиллехаммере (Норвегия) в четырнадцатый раз за свою историю, но не завоевала ни одной медали. Сборную страны представляли 7 женщин. Это были уже 4 подряд зимние Олимпийские игры, на которых болгарские спортсмены не завоёвывали ни одной медали.

## Состав Олимпийской сборной Болгарии

### Биатлон
Женщины
| Соревнование                                                        | Спортсмены           | Стрельба | Результат | Место |
| ------------------------------------------------------------------- | -------------------- | -------- | --------- | ----- |
| Ива Карагьозова                                                     | Спринт               | 0+0      | 27:00,6   | 11    |
| Екатерина Дафовска                                                  | Спринт               | 0+1      | 27:54,4   | 29    |
| Мария Манолова                                                      | Спринт               | 0+2      | 29:26,7   | 52    |
| Мария Манолова                                                      | Индивидуальная гонка | 1+1+0+0  | 55:58,7   | 22    |
| Ива Карагьозова                                                     | Индивидуальная гонка | 2+0+2+0  | 58:48,2   | 41    |
| Надежда Алексиева                                                   | Индивидуальная гонка | 0+1+1+1  | 59:15,0   | 47    |
| Мария Манолова Надежда Алексиева Екатерина Дафовска Ива Карагьозова | Эстафета             | 0+2+1+0  | 2:00:16,2 | 13    |

Мужчины
| Соревнование     | Спортсмены           | Стрельба | Результат | Место |
| ---------------- | -------------------- | -------- | --------- | ----- |
| Красимир Виденов | Спринт               | 0+1      | 30:59,3   | 31    |
| Красимир Виденов | Индивидуальная гонка | 2+1+2+1  | 1:05:21,4 | 60    |

### Бобслей
| Спортсмены                          | Соревнование | 1 заезд   | 1 заезд | 2 заезд   | 2 заезд | 3 заезд   | 3 заезд | 4 заезд   | 4 заезд | Итоговый результат | Итоговое место |
| Спортсмены                          | Соревнование | Результат | Место   | Результат | Место   | Результат | Место   | Результат | Место   | Итоговый результат | Итоговое место |
| ----------------------------------- | ------------ | --------- | ------- | --------- | ------- | --------- | ------- | --------- | ------- | ------------------ | -------------- |
| Валентин Атанасов Цветозар Викторов | Двойки       | 53,79     | 26      | 53,85     | 25      | 54,20     | 28      | 53,97     | 24      | 3:35,81            | 25             |

### Горнолыжный спорт
Мужчины
| Спортсмены    | Соревнование      | 1 спуск | 2 спуск   | Всего   | Отставание | Место |
| ------------- | ----------------- | ------- | --------- | ------- | ---------- | ----- |
| Любомир Попов | Супергигант       |         |           | 1:37,01 | +4,48      | 35    |
| Петр Дичев    | скоростной спуск  |         |           | 1:51,07 | +5,32      | 44    |
| Петр Дичев    | Слалом            | DNF     | Не прошёл | DNF     | DNF        | —     |
| Любомир Попов | Слалом            | DNF     | Не прошёл | DNF     | DNF        | —     |
| Любомир Попов | Гигантский слалом | DNF     | Не прошёл | DNF     | DNF        | —     |
| Любомир Попов | Комбинация        | 1:42,41 | 1:42,63   | 3:25,04 | +7,11      | 19    |
| Петр Дичев    | Комбинация        | 1:42,41 | 1:46,20   | 3:28,61 | +11,08     | 26    |

### Лыжные гонки
Женщины
| Соревнование     | Спортсмены          | Результат | Место |
| ---------------- | ------------------- | --------- | ----- |
| Ирина Никульчина | 5 км                | 16:41,6   | 57    |
| Ирина Никульчина | 15 км               | 47:03,5   | 44    |
| Ирина Никульчина | Гонка преследования | 31:05,6   | 43    |
| Ирина Никульчина | 30 км               | 1:36:06,3 | 38    |

Мужчины
| Соревнование    | Спортсмены          | Результат | Место |
| --------------- | ------------------- | --------- | ----- |
| Славчо Батинков | 10 км               | 28:02,2   | 69    |
| Искрен Планков  | 10 км               | 28:39,0   | 74    |
| Петар Зогфаров  | 10 км               | 29:49,4   | 81    |
| Славчо Батинков | Гонка преследования | 1:08:47,5 | 60    |
| Искрен Планков  | Гонка преследования | 1:10:52,5 | 67    |
| Петар Зогфаров  | Гонка преследования | 1:11:42,2 | 70    |
| Славчо Батинков | 30 км               | 1:24:19,4 | 58    |
| Петар Зогфаров  | 30 км               | 1:27:18,6 | 64    |

### Санный спорт
Мужчины
| Спортсмены                    | Соревнование | 1 заезд   | 1 заезд | 2 заезд   | 2 заезд | Итоговый результат | Итоговое место |
| Спортсмены                    | Соревнование | Результат | Место   | Результат | Место   | Итоговый результат | Итоговое место |
| ----------------------------- | ------------ | --------- | ------- | --------- | ------- | ------------------ | -------------- |
| Иван Карачолов Илко Карачолов | Двойки       | 50,936    | 19      | 50,827    | 19      | 1:41,763           | 19             |

### Фигурное катание
| Спортсмен          | Соревнование              | Обязательный танец | Обязательный танец | Короткая программа/ оригинальный танец | Короткая программа/ оригинальный танец | Произвольная программа/ произвольный танец | Произвольная программа/ произвольный танец | Всего     | Всего |
| Спортсмен          | Соревнование              | Результат          | Место              | Результат                              | Место                                  | Результат                                  | Место                                      | Результат | Место |
| ------------------ | ------------------------- | ------------------ | ------------------ | -------------------------------------- | -------------------------------------- | ------------------------------------------ | ------------------------------------------ | --------- | ----- |
| Цветелина Абрашева | Женское одиночное катание |                    |                    | 81,0                                   | 22                                     | 76,4                                       | 24                                         | 35,0      | 24    |

### Шорт-трек
Женщины
| Соревнование     | Спортсмены  | Отборочный раунд | Отборочный раунд | Четвертьфинал | Четвертьфинал | Полуфинал | Полуфинал | Финал     | Финал     | Финал     | Итоговое место |
| Соревнование     | Спортсмены  | Результат        | Место            | Результат     | Место         | Результат | Место     | Название  | Результат | Место     | Итоговое место |
| ---------------- | ----------- | ---------------- | ---------------- | ------------- | ------------- | --------- | --------- | --------- | --------- | --------- | -------------- |
| Евгения Раданова | 500 метров  | 50,67            | 3                | не прошла     | не прошла     | не прошла | не прошла | не прошла | не прошла | не прошла | 23             |
| Евгения Раданова | 1000 метров | 1:45,67          | 3                | не прошла     | не прошла     | не прошла | не прошла | не прошла | не прошла | не прошла | 21             |